# Nathalie Léger
Nathalie Léger (20 de septiembre de 1960, París, Francia) es escritora, editora, comisaria de arte y directora ejecutiva del Instituto de Archivos Editoriales Contemporáneos.

## Trayectoria
Nathalie Léger ha sido comisaria de varias exposiciones, entre las que cabe mencionar Le Jeu et la Raison, dedicada a Antoine Vitez (Festival de Aviñón 1994), L'Auteur et son éditeur (IMEC, 1998), la exposición Roland Barthes, que tuvo lugar en el Centro Georges-Pompidou en 2002, y en 2007, la exposición Samuel Beckett, en el mismo lugar. Como editora, dirigió la edición en cinco volúmenes de Écrits sur le théâtre de Antoine Vitez (Éditions P.O.L., 1994–98) y estableció, anotó y presentó el volumen de los dos últimos cursos de Roland Barthes en el Collège de France La Préparation du roman (Seuil -IMEC, 2002).
Es autora de un ensayo personal titulado Les Vies silencieuses de Samuel Beckett (Éditions Allia, 2006).
Entre 2008 y 2018 publicó una trilogía conceptual sobre la vida de las mujeres. La primera de las obras, La Exposición (2008), trataba sobre la condesa de Castiglione y ganó el Prix Lavinal Printemps des lecteurs en 2009. En 2012 publicó Supplément à la vie de Barbara Loden (Vida de Barbara Loden), dedicada a la actriz y directora estadounidense Barbara Loden. Desde su publicación, el libro ha tenido un gran éxito de crítica, y ha sido galardonado con el Prix du Livre Inter el 4 de junio de 2012. En 2018 publicó la tercera obra de la trilogía, El vestido Blanco, sobre Pippa Bacca.

## Premios y reconocimientos
- 2009: Premio Lavinal Printemps des lecteurs por La Exposición
- 2012: Prix du Livre Inter por Suplemento a la vida de Barbara Loden